# جيزيلا من شوابيا
جيزيلا الشوابية (بالألمانية: Gisela von Schwaben)‏ (11 نوفمبر 990 - 14 فبراير 1043)؛ كانت ملكة ألمانيا القرينة منذ 1024 حتى 1039؛ وأيضا الإمبراطورة الرومانية المقدسة منذ 1027 حتى وفاة زوجها في 1039 من خلال زواجها الثالث من كونراد الثاني، هي والدة الإمبراطور هاينريش الثالث، وأيضا كانت الوصية على ابنها إرنست الثاني دوق شوابيا.

## الحياة

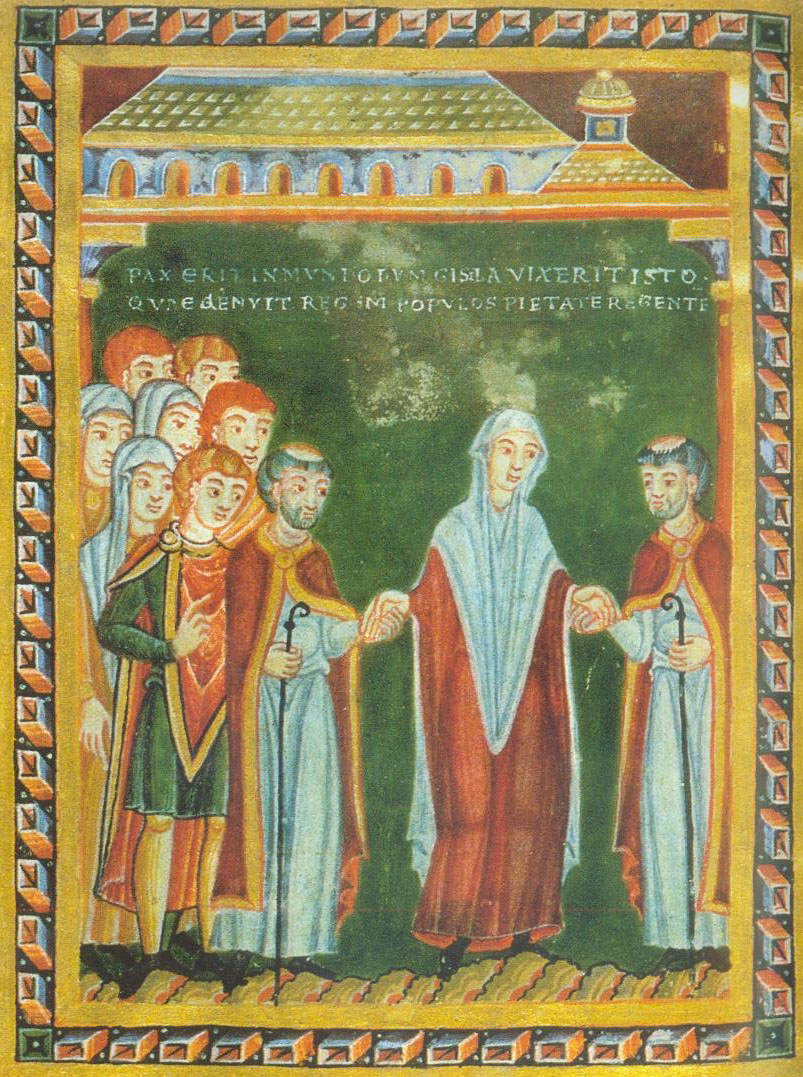
جيزيلا من شوابيا

هي ابنة هيرمان الثاني دوق شوابيا وغربيرغا ابنة كونراد الأول ملك بورغندي كان والديها من أحفاد شارلمان.
تزوجت أولا تقربياً في 1002 من كونت الساكسوني برون الأول من براونشفايغ، ومع وفاته تزوجت مرة أخرى تقربياً في 1012 من أحد أفراد أسرة بابنبيرغ إرنست الذي أصبح دوق شوابيا من خلال زواجها بعد وفاة شقيقها هيرمان الثالث دوق شوابيا والذي وافق عليه الإمبراطور هاينريش الثاني، أصبحت جيزيلا الوصية على ابنها إرنست الثاني دوق شوابيا في 1015 بعد وفاة زوجها المبكرة، ولكنها تم إبعادها عن الوصاية لاحقاً من قبل زوجها الثالث، مما أدى لاحقاً إلى صراعات بين ابنها وزوجها بسبب ارتباطه بدوقات بابنبيرغ.
تزوجت لمرة الثالثة قبل يناير 1017 من كونراد الثاني والذي انتخب ملك الرومان في 1024 وأصبح الإمبراطور الروماني المقدس في 1027، كان لها دور في الحياة السياسية بحيث أنها استطعت حضور مجالس الإمبراطورية، وأيضا استطعت نقل سيادة مملكة برغونة بعد وفاة خالها رودولف الثالث في 1032 إليه.
توفيت جيزيلا في 1043 من الزحار في قصر الإمبراطوري في غوسلار، ودفنت في كاتدرائية شباير بجانب العديد من الأباطرة وأعضاء من العائلة الإمبراطورية، تم فتح قبرها في 1900 بحيث تم عثر على جثتها المحنطة، وتسجيل طول قامتها بـ 172 سم (5' 8") مع شعر أشقر طويل.

## الذرية
- أبناءها من زواجها الأول من برون الأول من بروانشفايغ:-
  - ليودولف مارغريف فريزيا (من 1003 إلى 24 يناير 1038).
  - ابنة (حوالي.1004-؟) تزوجت من كونت ثيمو الثاني فورمباخ.
- وإما أبناءها من إرنست الأول؛ هما:-
  - إرنست الثاني دوق شوابيا (ح.1013 - 17 أغسطس 1030).
  - هيرمان الرابع دوق شوابيا (ح.1015 - 28 يوليو 1038).
- وأبناءها من زواجها الثالث؛ هم:-
  - هاينريش الثالث إمبراطور الروماني المقدس (28 أكتوبر 1017 - 5 أكتوبر 1056).
  - ماتيلدا (1027 - يناير 1034)؛ خطبت إلى هنري الأول ملك فرنسا ولكنه تزوج من ابنة أخيها.
  - بياتريكس (1030 - 26 سبتمبر 1036).